# Unterföhring
Unterföhring est une commune de Bavière (Allemagne), située dans l'arrondissement de Munich, dans le district de Haute-Bavière.

## Économie
Située dans la banlieue de Munich, la ville est connue pour être la ville des médias accueillir le siège des principales entreprises de médias allemandes. S'y trouvent notamment Vodafone, Sky, ProSiebenSat.1 Media, ainsi que des bureaux et studios du Bayerischer Rundfunk, de la ZDF et de Paramount Pictures.
Le fabricant de satellites SES Astra y a aussi ses principaux centres de développement et de production.

## Jumelages
- Kamsdorf (Allemagne) depuis le 26 mars 1993[1]
- Tarcento (Italie) depuis le 1er juin 2008[2]
- Arnoldstein (Autriche)
- Bovec (Slovénie)
- Aix-Noulette (France)
- Elsdorf (Rhénanie-du-Nord-Westphalie) (Allemagne)